# Camille Thurman

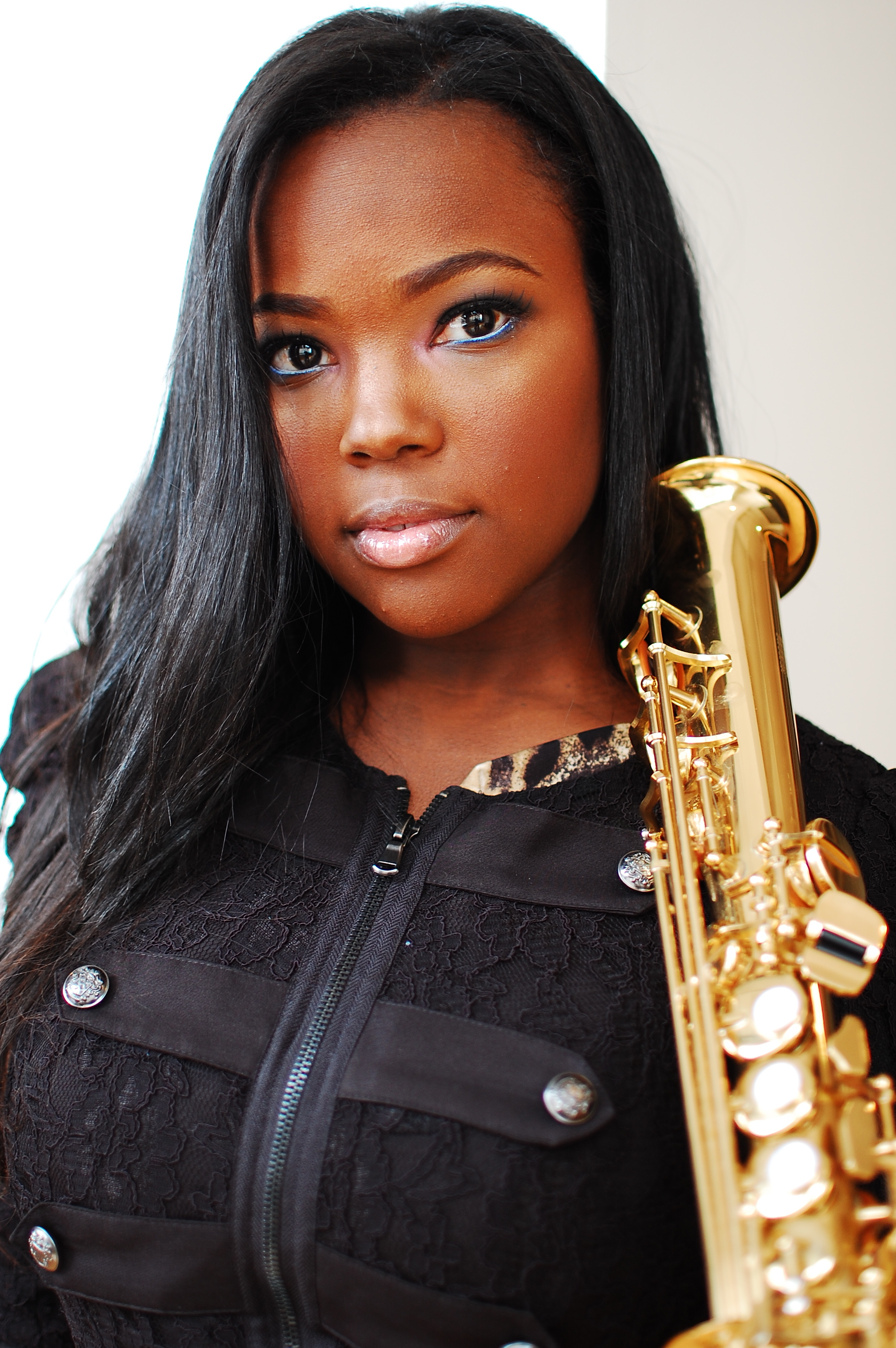
Camille Thurman (2013)

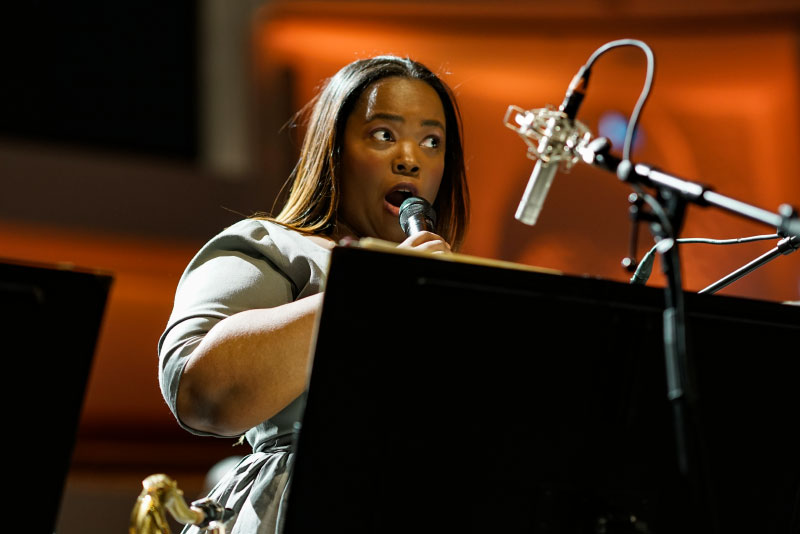
Camille Thurman (2020)

Camille Thurman (* 22. Dezember 1986 in Queens, New York City) ist eine US-amerikanische Jazzmusikerin (Tenor- und Sopransaxophon, Flöte, Gesang, Komposition).

## Leben und Wirken
Thurman begann schon früh, zu singen. Sie besuchte die Fiorello H. LaGuardia High School of Music & Art and the Performing Arts und lernte Flöte; mit 15 Jahren erhielt sie ihr erstes Saxophon, um schon bald professionell aufzutreten. Nach dem Schulabschluss erwarb sie einen Universitätsabschluss in Geologie und Umweltwissenschaft an der Binghamton University, bevor sie ihre Karriere als Musikerin in New York City fortsetzte und in der dortigen Jazzszene ab Mitte der 2000er-Jahre arbeitete, u. a. mit Wynton Marsalis & The Jazz at Lincoln Center Orchestra, Whitney Marchelle (Dig Dis), Shamie Royston und der Formation Nickel and Dime Ops (Resuscitation Music, 2018). Ihr Gesangsstil wird mit dem von Ella Fitzgerald verglichen.
Ihr Debütalbum Spirit Child (Hot Tone Music) legte sie 2013 vor, gefolgt von Origins, das Thurman in verschiedenen Besetzungen mit Enoch Smith, Jr., Luis Perdomo, Brandee Younger, Corcoran Holt, Rudy Royston und Shirazette Tinnin 2011–13 einspielt hatte. Sie trat außerdem mit Chaka Khan, Benny Golson, Dr. Lonnie Smith, Alicia Keys, Nicholas Payton und Russell Malone auf; mit Sisters in Jazz um Dorota Piotrowska trat sie in Europa auf. Im Bereich des Jazz war sie zwischen 2008 und 2018 an sieben Aufnahmesessions beteiligt. Gegenwärtig (2018) tritt Thurman mit eigener Formation bzw. mit dem Darrell Green Quartet (u. a. mit einem Horace Silver Tribut-Projekt) in Clubs und Spielstätten wie dem Kennedy Center, Smalls, Dizzy’s Club Coca Cola und The Jazz Gallery auf.
Thurman ist mit dem Schlagzeuger Darrell Green verheiratet.

## Auszeichnungen
2013 war Thurman Semifinalistin bei der Sarah Vaughan Vocal Competition.  2015 erhielt sie den Martin E. Segal Award in der Kategorie Young Outstanding Artists und den ASCAP Herb Alpert Young Jazz Composers Award.

## Diskographische Hinweise
- Inside the Moment (Chesky Records, 2017), mit Mark Whitfield, Ben Allison, Billy Drummond
- Waiting for the Sunrise (Chesky, 2018), mit Jeremy Pelt, Jack Wilkins, Cecil McBee, Steve Williams